# Bréviaire méditerranéen

Bréviaire méditerranéen (Mediteranski Brevijar) est un essai sur la Méditerranée de Predrag Matvejević écrit en serbo-croate et publié à Zagreb en 1987 et traduit en plus de 20 langues,.

## Analyse et critique
Comme l'a écrit l'auteur, « celui qui écrit un bréviaire doit être très prudent, pour éviter la tentation d'en faire un évangile ». Son ouvrage traduit en une vingtaine de langues, a été édité cinq fois en italien. La 5e édition italienne est considérée par l'auteur comme définitive. « C'est un livre auquel je tiens beaucoup, j'y ai travaillé de nombreuses années, j'en ai écrit page après page, pour n'en garder in fine que celles qui sont publiées dans cette dernière édition ». Il considère en effet l'Italie comme sa patrie d'honneur. Cet essai est qualifié par Claudio Magris de « livre génial, imprévisible et foudroyant, un exemple fascinant riche d'intelligence et de poésie dans lequel se mêlent rigueur et audace, précision scientifique et épiphanie de l'infini ».

## Prix et récompenses
- Prix Malaparte du meilleur livre étranger. 1991, Capri ; prix européen de l'essai Charles-Veillon, Genève, 1992 ; le prix du Meilleur Livre étranger, Paris, 1993[5]; Prix d'Ormesson, Paris, 2020.